# Trois-Cocus (métro de Toulouse)
Pour l’article homonyme, voir Trois Cocus (quartier de Toulouse).
Trois-Cocus est une station de la ligne B du métro de Toulouse. Elle est située dans le quartier des Trois Cocus dans la ville de Toulouse.
Elle est inaugurée en 2007, comme le reste de la ligne B.

## Situation sur le réseau
La station est située sur la ligne B du métro de Toulouse, entre les stations Borderouge au nord et La Vache au sud.

## Histoire
Lors de son inauguration le 30 juin 2007, cette station était équipée d'un quai à 7 portes qui ne lui permettait que de recevoir des rames à 2 voitures.
En 2016, la station enregistre 1 428 637 validations. En 2018, 1 677 841 voyageurs sont entrés dans la station, ce qui en fait la 28e station la plus fréquentée sur 37 en nombre de validations.

## Services aux voyageurs

### Accès et accueil
La station est accessible depuis le Chemin des Izards, dans le quartier Les Izards-Trois-Cocus, au nord de Toulouse. Elle est équipée de guichets automatiques permettant l'achat des titres de transports.

Installations
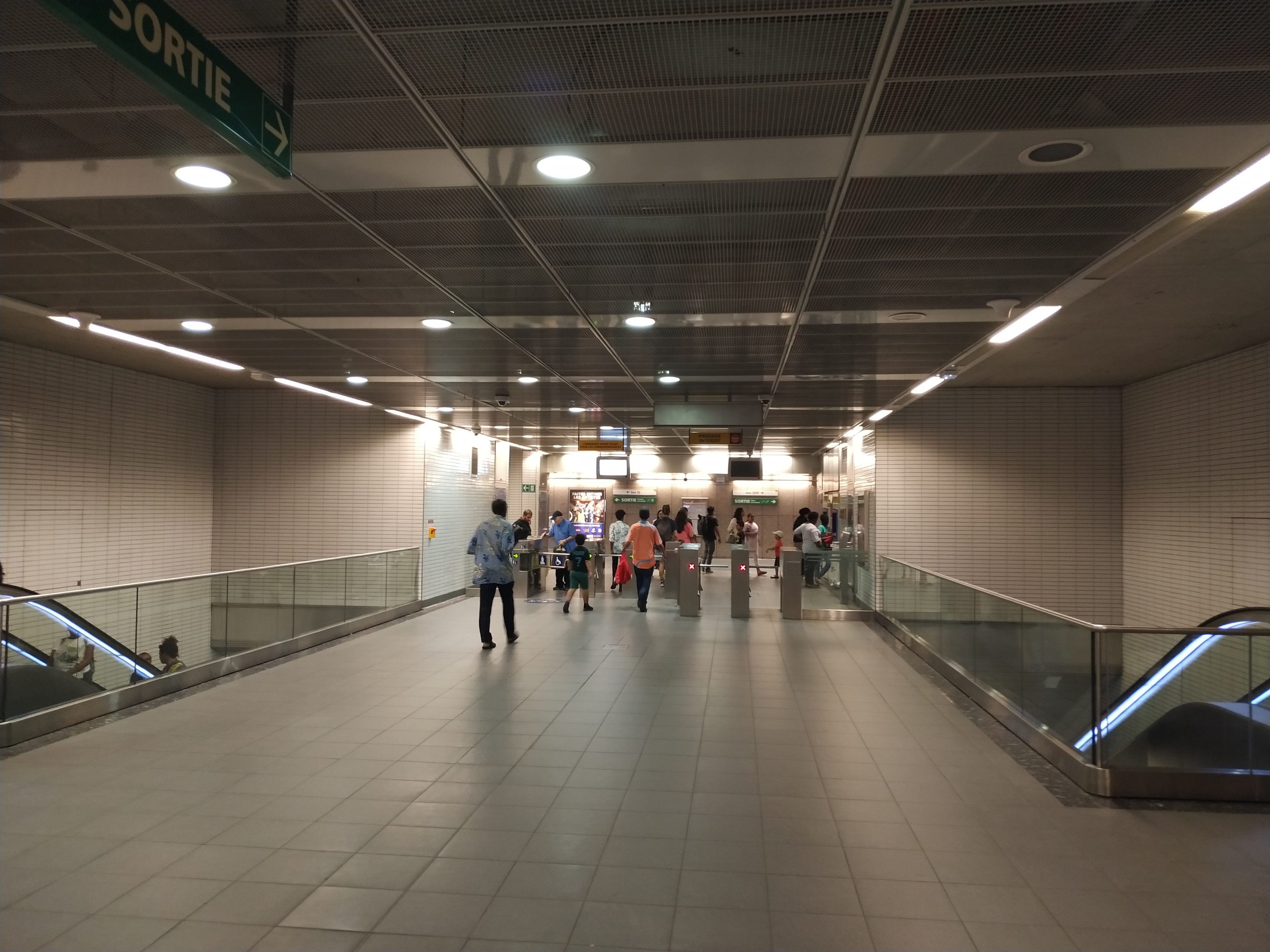
Tourniquets.
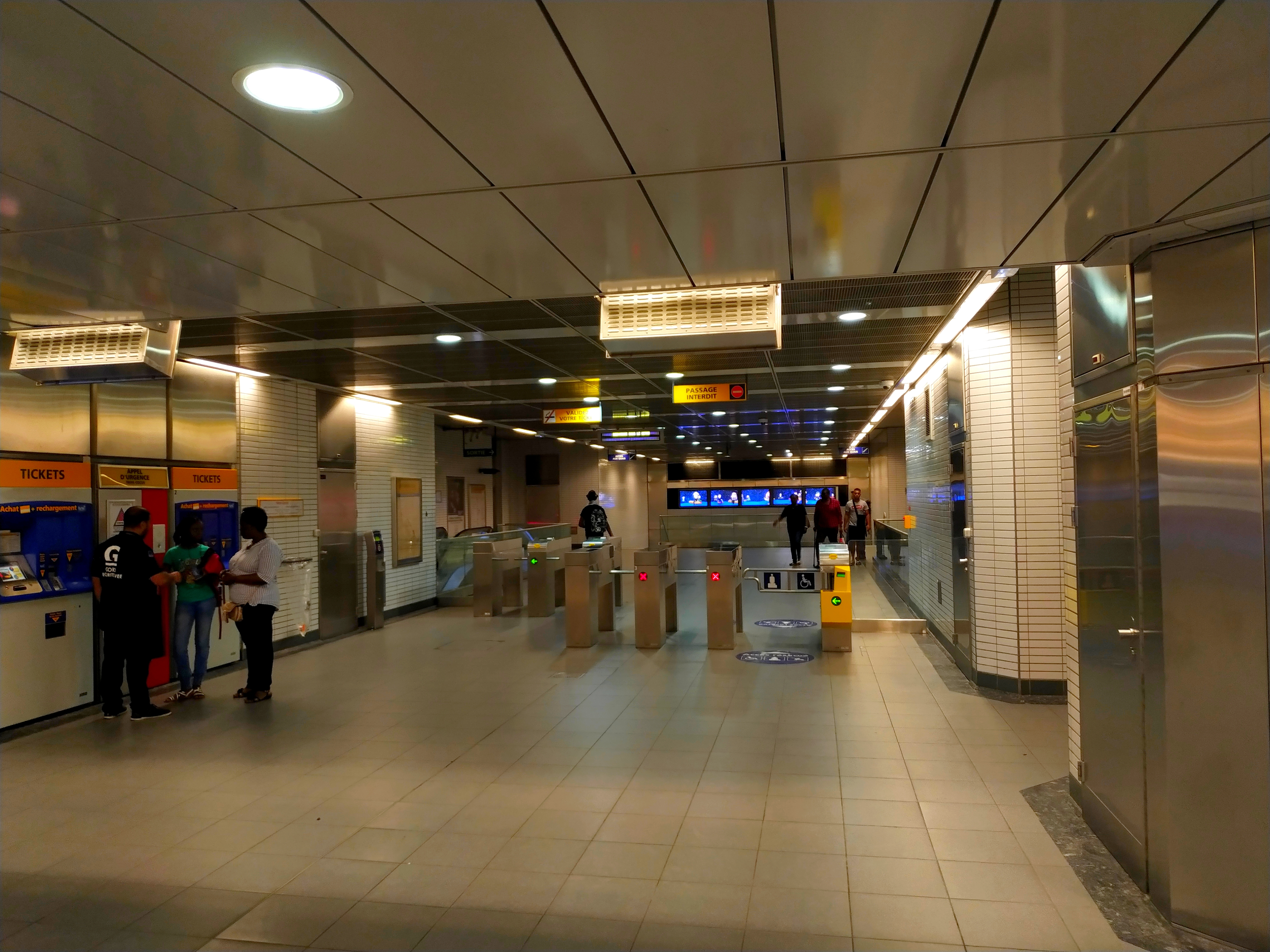
Salle des billets.
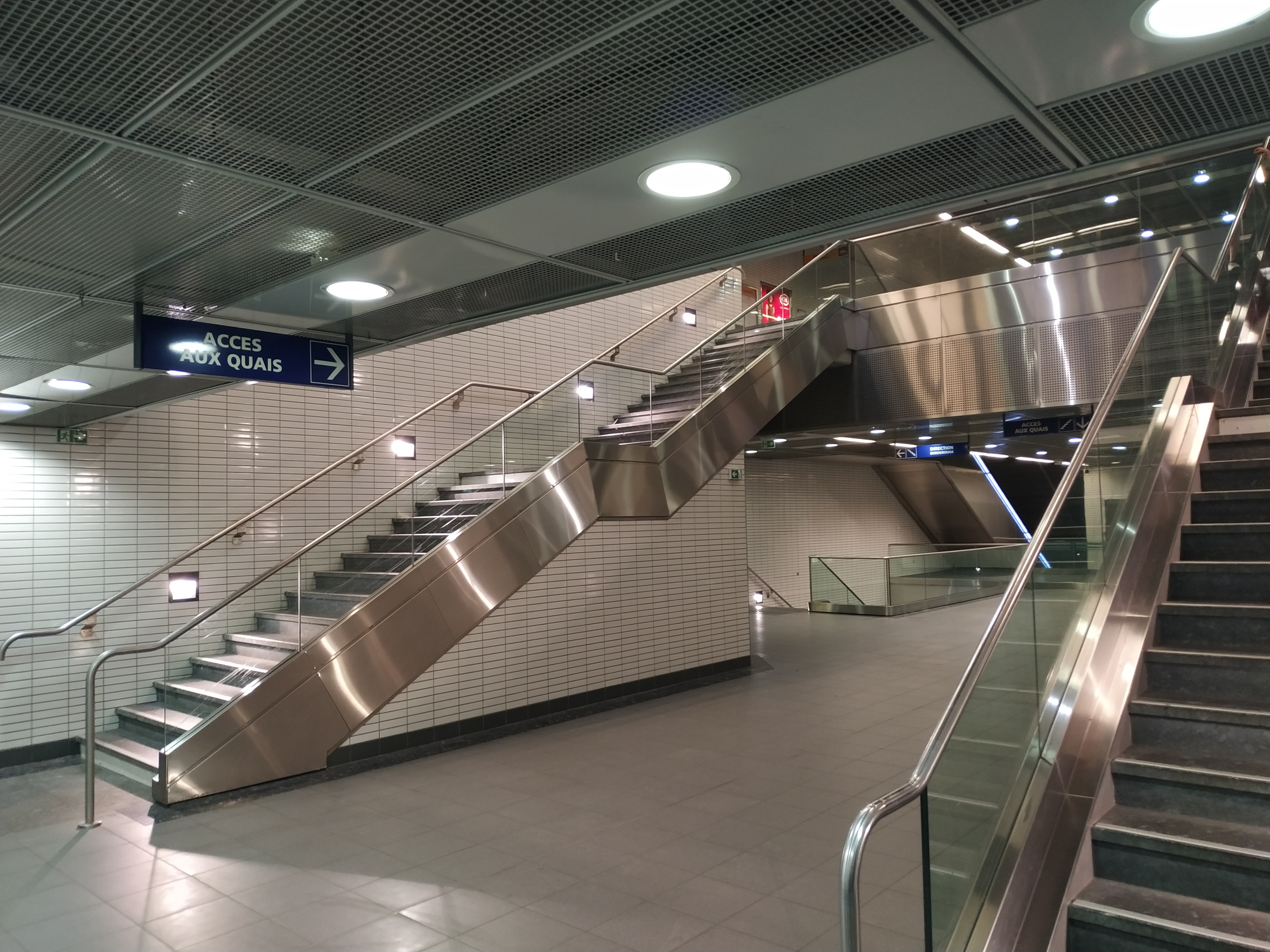
Escaliers.

### Desserte
Comme sur le reste du métro toulousain, le premier départ des terminus est à 5h15, le dernier départ est à 0h du dimanche au jeudi et à 3h le vendredi et samedi.

Installations et desserte
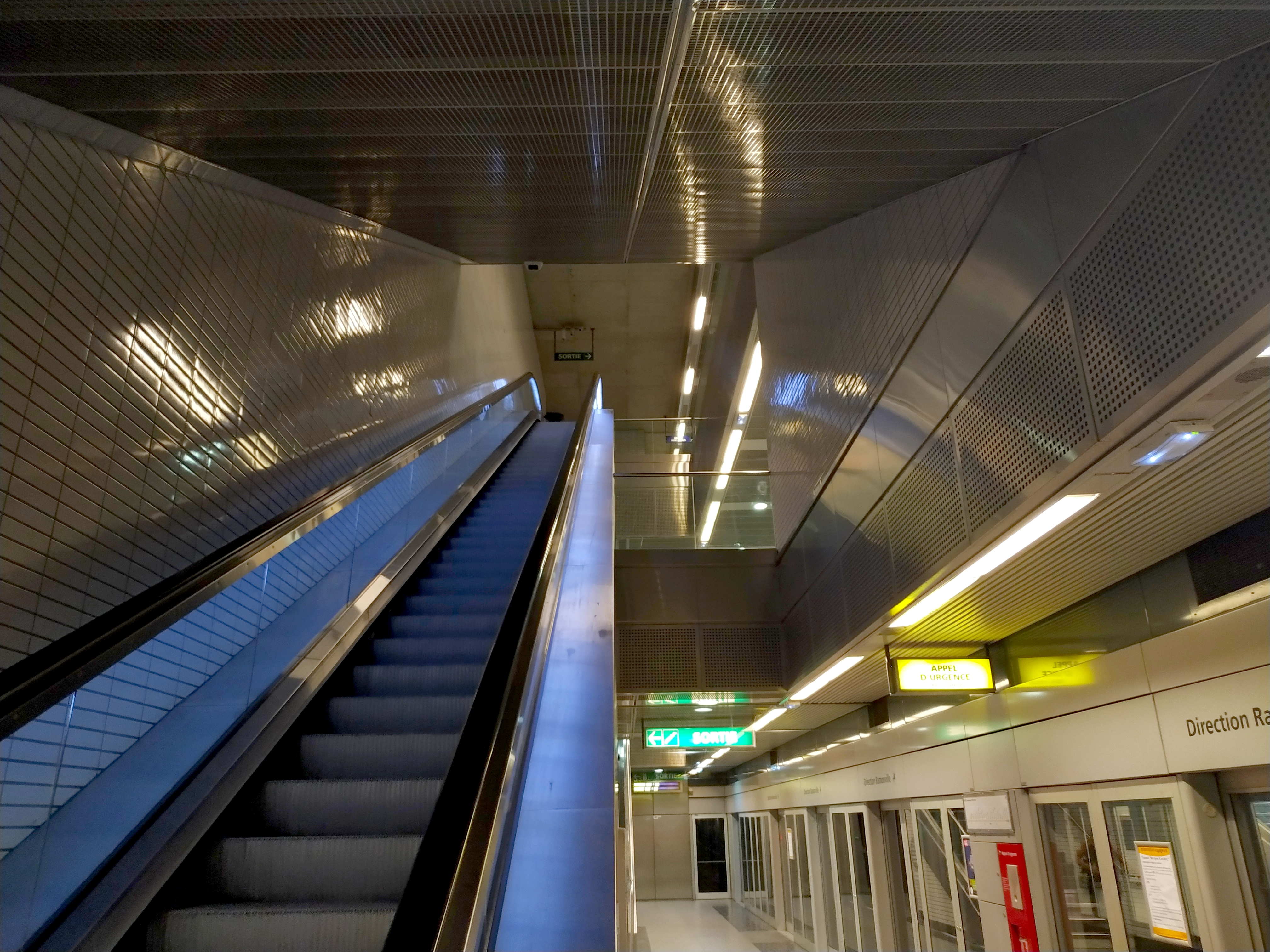
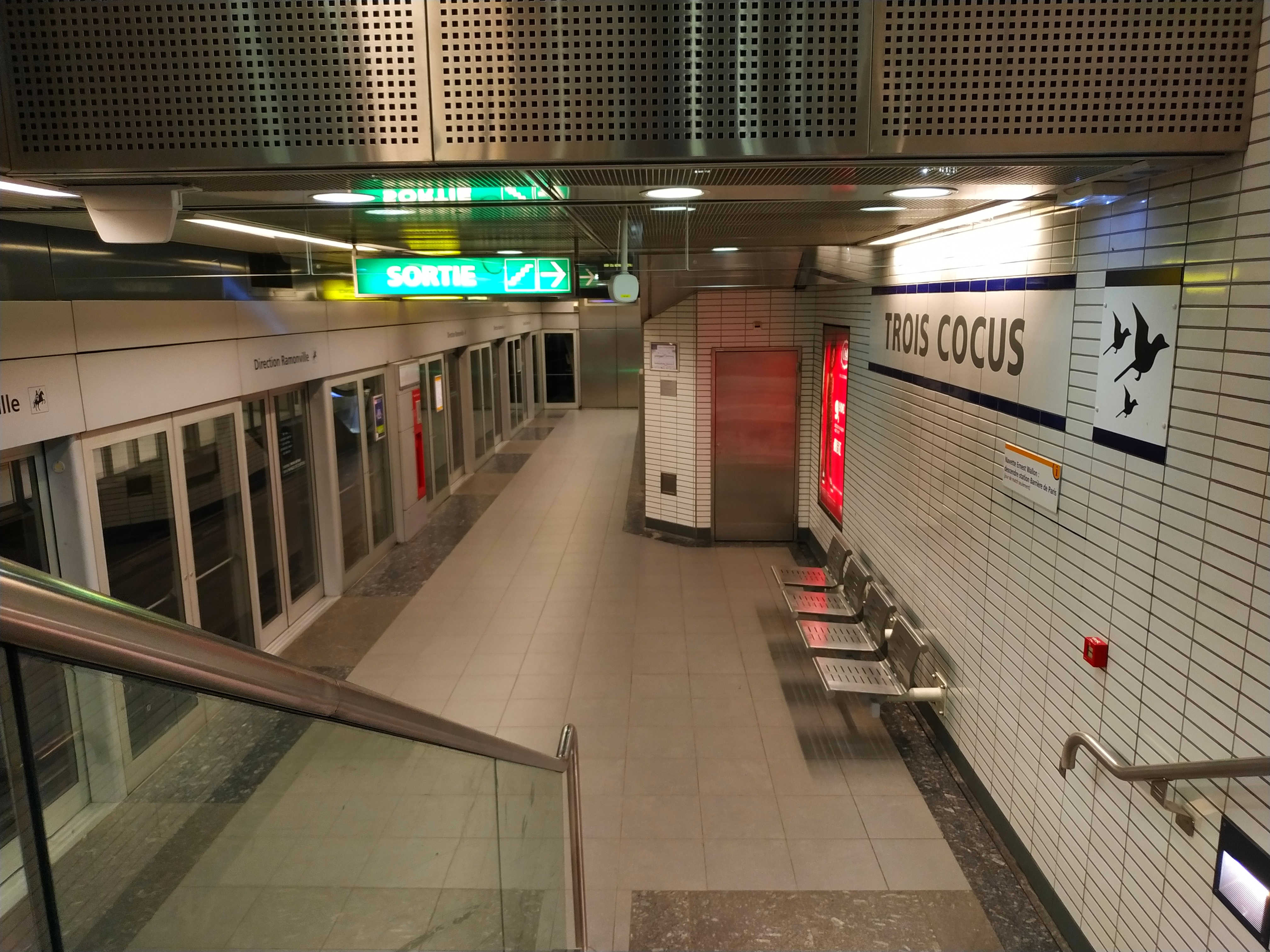
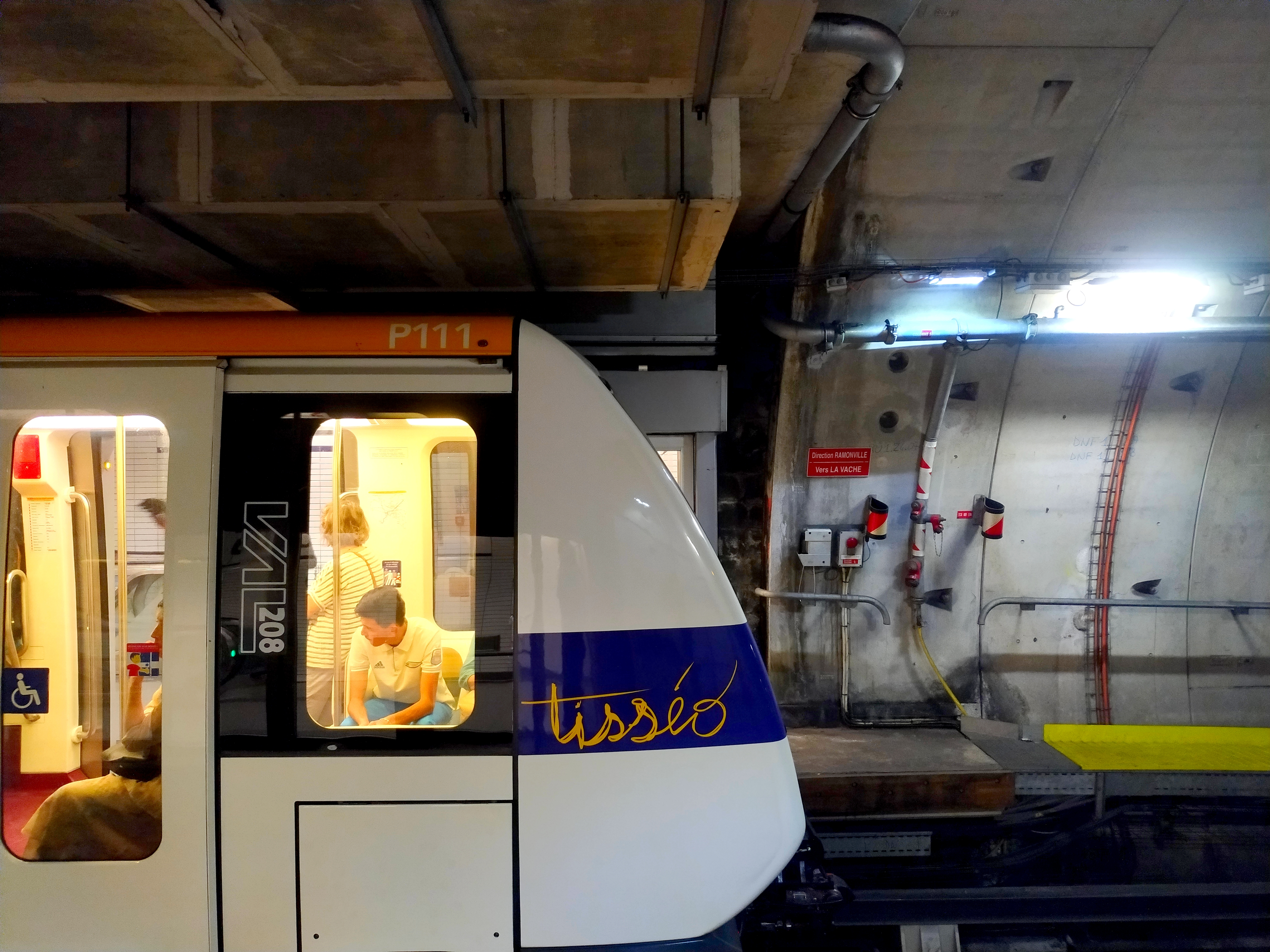

### Intermodalité
La station est desservie par les lignes 41 et 60 du réseau Tisséo.

## L'art dans la station
Œuvre d'art réalisée par Pierrick Sorin. Des écrans font animer des scènes représentant la caricature d'une personne photographiée dans la station.
Pour fêter la première année de la ligne B, Tisséo s'associe à l'agence de design global toulousaine KLD-Design ainsi qu'à l'artiste local Chat Maigre pour habiller huit cabines d'ascenseurs de la ligne, dont celle de Trois Cocus.

## À proximité
- Station VélôToulouse n° 244, 93, rue Ernest-Renan (au carrefour de celle-ci avec l'impasse Vitry).